# Kathedrale St. Josef (Teheran)

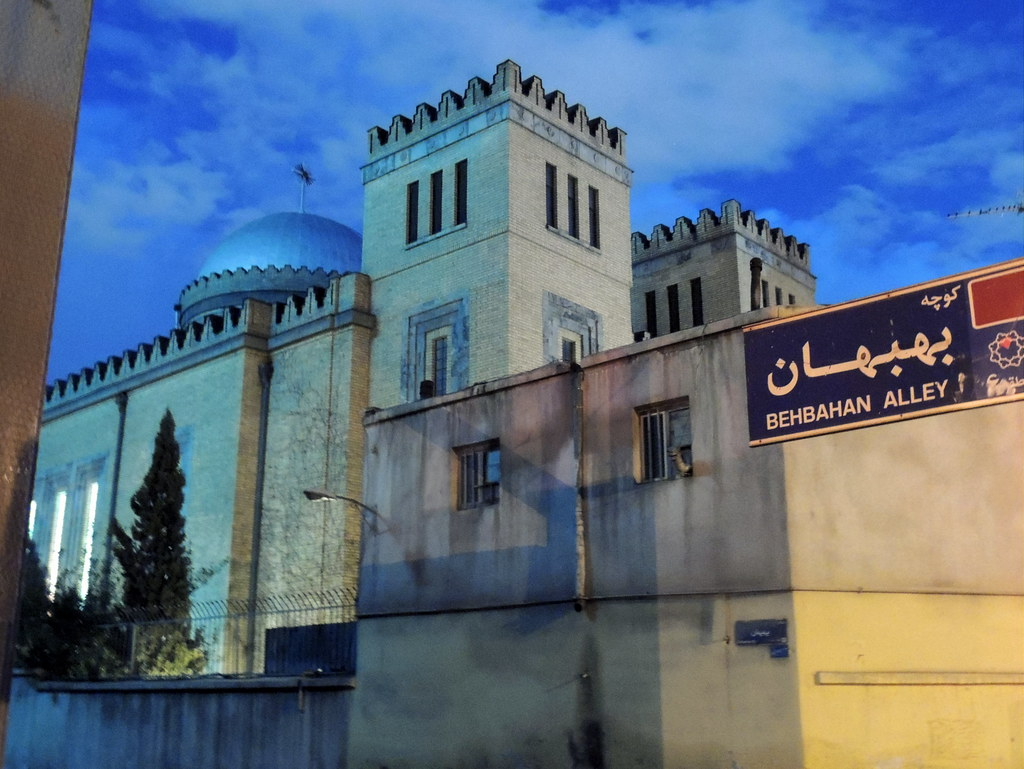
Kathedrale St. Josef zu Teheran, 2019

Die Kathedrale des Heiligen Josef, auch Josefskathedrale (persisch کلیسای حضرت یوسف), ist eine Kirche in der iranischen Hauptstadt Teheran, die im Jahre 1950 geweiht wurde. Sie ist die Kathedrale der Erzeparchie Teheran der Chaldäisch-katholischen Kirche.

## Standort
Die chaldäische Josefskathedrale steht an der Ostseite der Schahid-Abbas-al-Musawi-Straße und an der Südseite der Behbahāni-Straße an der westlichen Einmündung letzterer in erstere, rund 300 m nördlich der Straße der Islamischen Revolution (Enqelab, خیابان انقلاب اسلامی) und etwa 1,2 km südsüdöstlich der armenischen Sankt-Sarkis-Kathedrale.

## Geschichte
Die heutige chaldäisch-katholische Erzeparchie Teheran (Archidioecesis Teheranensis Chaldaeorum) wurde zunächst als Erzeparchie Sehna mit Sitz in Sanandadsch gegründet, 1944 unter Papst Pius XII. aber nach Teheran verlegt, um am 16. März 1971 auch den Namen Erzeparchie Teheran zu erhalten. Im Juli 1950 wurde die neue Kathedrale St. Josef in Teheran vom chaldäischen Patriarchen von Babylon Josef VII. konsekriert. Am 22. Dezember 2018 ging der seit 1999 amtierende Erzbischof Ramzi Garmou nach Diyarbakır, und seitdem ist der Bischofssitz vakant. Der Patriarch Louis Raphael Sako stellte im Januar 2020 in einer Botschaft heraus, dass ein lokaler Geistlicher als Erzbischof von Teheran benötigt werde, der die Menschen in Teheran und ihre Sprache und Kultur kenne. Nur so ließe sich der Exodus stoppen. Von einst 15.000 Chaldäern in Iran seien nur noch 4000 geblieben.

## Architektur
Die in West-Ost-Richtung stehende chaldäische Josefskathedrale hat einen fast rechteckigen Grundriss, zeigt aber innen mit ihren auf gekuppelten Säulen ruhenden Rundbögen die Merkmale einer Kreuzkirche, über deren Vierung in der Mitte des Gebäudes auf einem zylindrischen Tambour mit zwölf schmalen Fenstern die halbkugelige Kuppel mit einem Kreuz an der Spitze steht. An der Westseite, zur Musawi-Straße hin, wird das Gebäude von zwei mächtigen Türmen mit quadratischem Querschnitt begrenzt, zwischen denen sich die Eingangstür befindet. Im Osten befindet sich die Apsis mit dem Altar. Das durch seine Mauerziegel auffallende Gebäude ist auf seinen Mauerkronen, auf den Türmen und an der Kuppel mit Zinnen im babylonischen Stil verziert. Über dem überdachten Eingang befindet sich außen ein Bild des Heiligen Josef.

## Bistum und Bischof
Die chaldäische Kathedrale St. Josef ist Sitz der chaldäisch-katholischen Erzeparchie Teheran (Archieparchia Teheranensis Chaldaeorum). Sie umfasst im Jahr 2017 etwa 1700 Gläubige in 5 Pfarreien mit 3 Priestern. Die Position des metropolitanen Erzbischofs ist derzeit vakant. Vom 7. Februar 1999 bis zum 22. Dezember 2018 war der am 5. Februar 1945 in Zaxo im Irak geborene Ramzi Garmou Teheraner Erzbischof, der jedoch am 22. Dezember 2018 das Amt des Erzbischofs von Diyarbakır übernahm. Ramzi Garmou ist zudem Patriarchal-Administrator der Chaldäer von Ahvaz (Kathedrale von Ahvaz mit 35 Gläubigen und einer Pfarrei im Jahre 2017) und gleichzeitig Präsident der Bischofskonferenz in Iran.